# Władysław Fiszdon

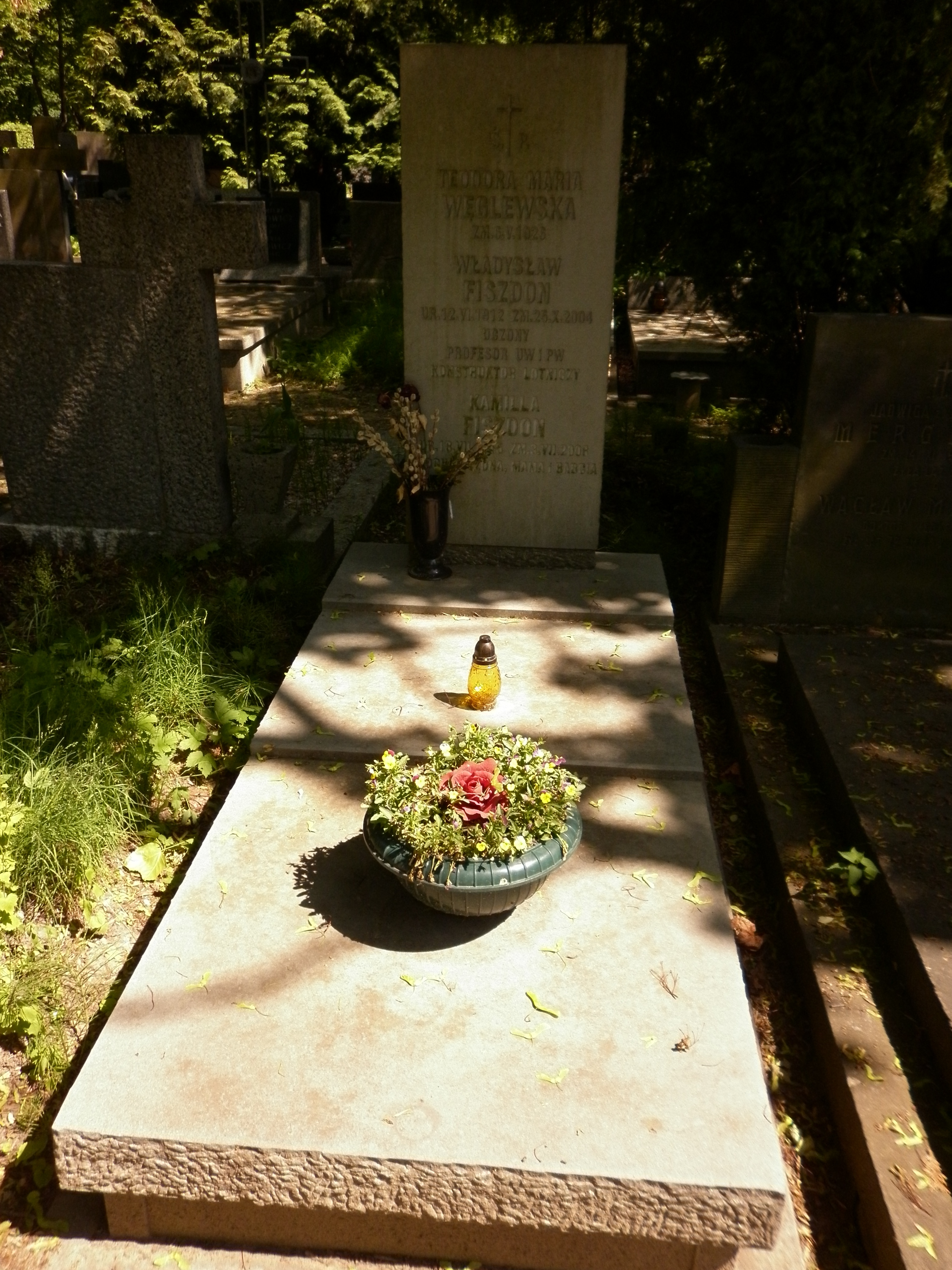
Grób Władysława Fiszdona na cmentarzu Powązkowskim

Władysław Fiszdon (ur. 12 czerwca 1912 w Kozinie na Wołyniu, zm. 25 października 2004 w Warszawie) – polski matematyk, członek rzeczywisty Polskiej Akademii Nauk, profesor doktor inżynier.

## Życiorys
Syn Maksymiliana. Absolwent Faculté des Sciences Uniwersytetu Paryskiego na Sorbonie i École Nationale Supérieure d’Aéronautique w Paryżu, gdzie w 1935 roku uzyskał dyplom inżyniera lotnictwa. W Polsce w latach 1936–1939 pracował w Lubelskiej Wytwórni Samolotów, brał udział w pracach przy konstruowaniu samolotów LWS-6 Żubr i LWS-3 Mewa.
W czasie wojny przebywał we Francji, gdzie pracował przy obliczeniach flatteru myśliwca Dewoitine D.520. Od 1940 r. pracował w Wielkiej Brytanii w Royal Aircraft Establishment w Farnborough. Otrzymał numer rejestracyjny RAF 784383 i polski P-1860. Rozwiązał problem drgań i wytrzymałości konstrukcji samolotów Hurricane, na których zamontowano po dwa działka 40 mm do zwalczania niemieckich czołgów w Afryce. Hurricany zniszczyły wiele czołgów, co miało ogromny wpływ na sukcesy aliantów w walce z niemieckimi wojskami gen. Rommla. Udoskonalił też konstrukcję samolotów Mosquito. W czasie wojny uzyskał licencję pilota wojskowego i stopień majora RAF.
Po powrocie do kraju zorganizował Instytut Lotnictwa w 1946 r. i został jego pierwszym dyrektorem. W 1948 roku brał udział w opracowaniu projektu samolotu myśliwskiego ITL M.48, aerofotogrametrycznego ITL Aerofoto 48, bezzałogowego samolotu rozpoznawczego SWS Upiór oraz kierowanej bomby ślizgowej BSS (BSK). W 1951 r. uzyskał stopień doktora na Politechnice Warszawskiej, na której wykładał w latach 1947–1969. Był pierwszym dziekanem nowo utworzonego Wydziału Mechanicznego Energetyki i Lotnictwa Politechniki Warszawskiej. Od 1955 r. pracował również w Instytucie Podstawowych Problemów Techniki PAN, gdzie w latach 1961–1980 pełnił funkcję kierownika Zakładu Mechaniki Cieczy i Gazów, od 1978 był zastępcą, a w latach 1981–1983 przewodniczącym Rady Naukowej Instytutu. Członek założyciel (1958) Polskiego Towarzystwa Mechaniki Teoretycznej i Stosowanej. Był członkiem Polskiej Akademii Nauk (1960 członek korespondent, 1969 członek rzeczywisty). W 1970 r. został profesorem zwyczajnym Uniwersytetu Warszawskiego, a w latach 1980–1981 był prorektorem UW. Jako emerytowany profesor spędził kilka lat w Max-Planck Institut für Strömungsforschung w Getyndze, gdzie zajmował się problemami nadciekłości i kwantową turbulencją.
Według zasobów archiwalnych był zarejestrowany jako kontakt operacyjny Służby Bezpieczeństwa PRL.
Zmarł w Warszawie, pochowany na cmentarzu Powązkowskim (kwatera 101-6-23).

## Ordery i odznaczenia
- Krzyż Kawalerski Orderu Odrodzenia Polski (25 stycznia 1954)[2]
- Medal Lotniczy
- Złoty Krzyż Zasługi (30 września 1952)[13]
- Medal 10-lecia Polski Ludowej (4 stycznia 1955)[14]

## Nagrody
- Nagroda Państwowa II stopnia (zespołowa) „za opracowanie ważnej dla kraju produkcji” (1955)[15]